# Nyabinghi (instrument)
Pour les articles homonymes, voir Nyabinghi et Burrus.
Le nyabinghi ou burrus est un instrument de percussion d'origine africaine employé en Jamaïque dans le rituel rastafari où il accompagne les chants.

## Facture
Il existe trois percussions nyabinghi en fonction de la taille de l'instrument : le plus large, la basse ou baandu, le tambour médium le funde et le plus petit le repeater (ou keteh),.
L'instrument est fait d'un fût de bois, servant de caisse de résonance, généralement en lames de bois collées et tournées, sur lequel est tendue une peau de chèvre, par l'intermédiaire d'un système de tension. Ce système reprend le principe général de celui d'un djembé, avec deux cerclages qui enserrent le peau, un dans le repli de celle-ci, l'autre appuyant dessus à l'extérieur. Cependant ce système est particulier car la tension ne se fait pas par l'intermédiaire d'un cordage, comme pour le djembé, mais grâce à des tiges filetées reliées au cerclages externe à un bout, et à un troisième cerclage à l'autre bout, placé en bas du fût. Grâce à des écrous on effectue la tension de la peau.

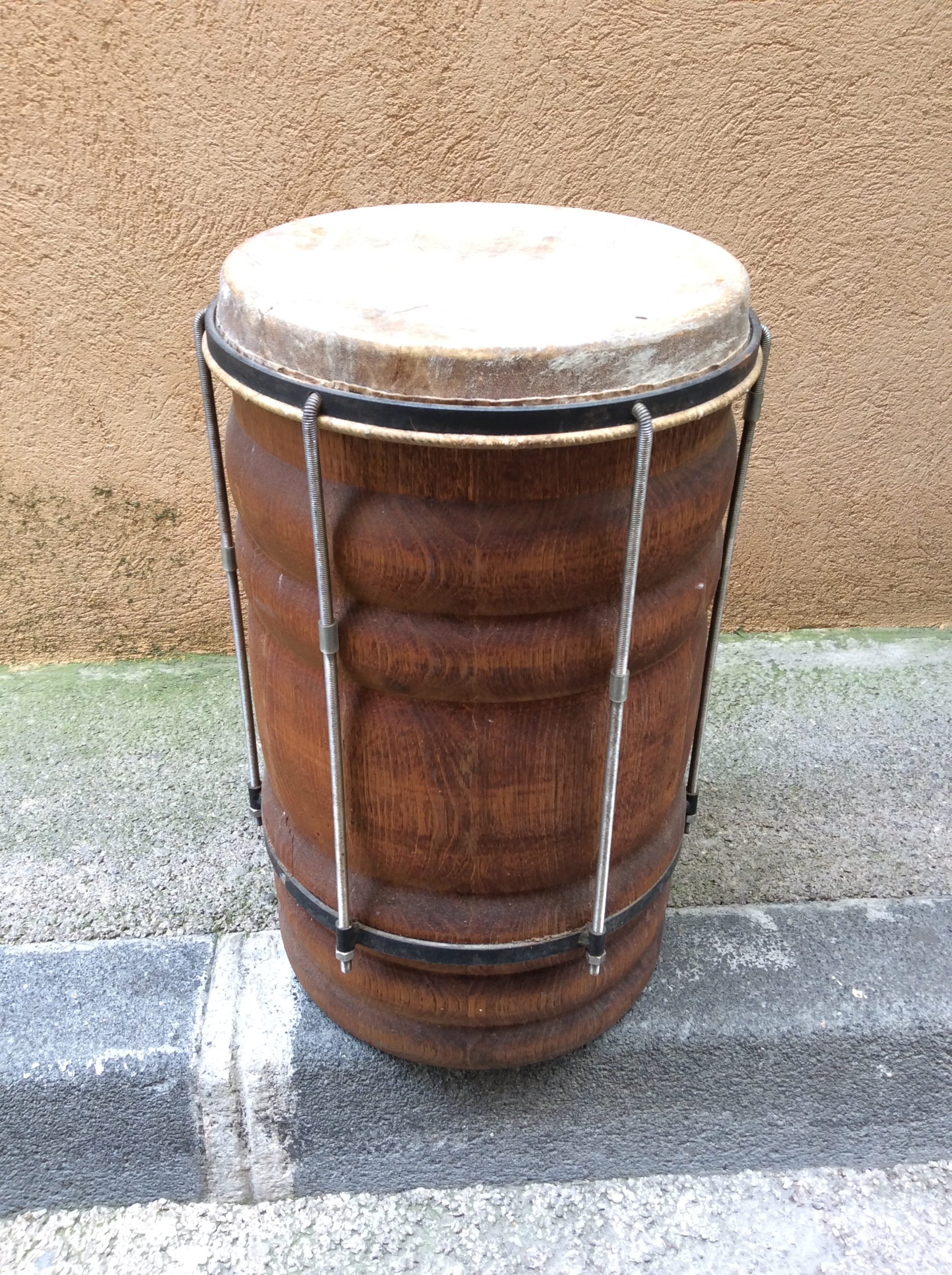
Vue général d'un nyabinghi, de type funde

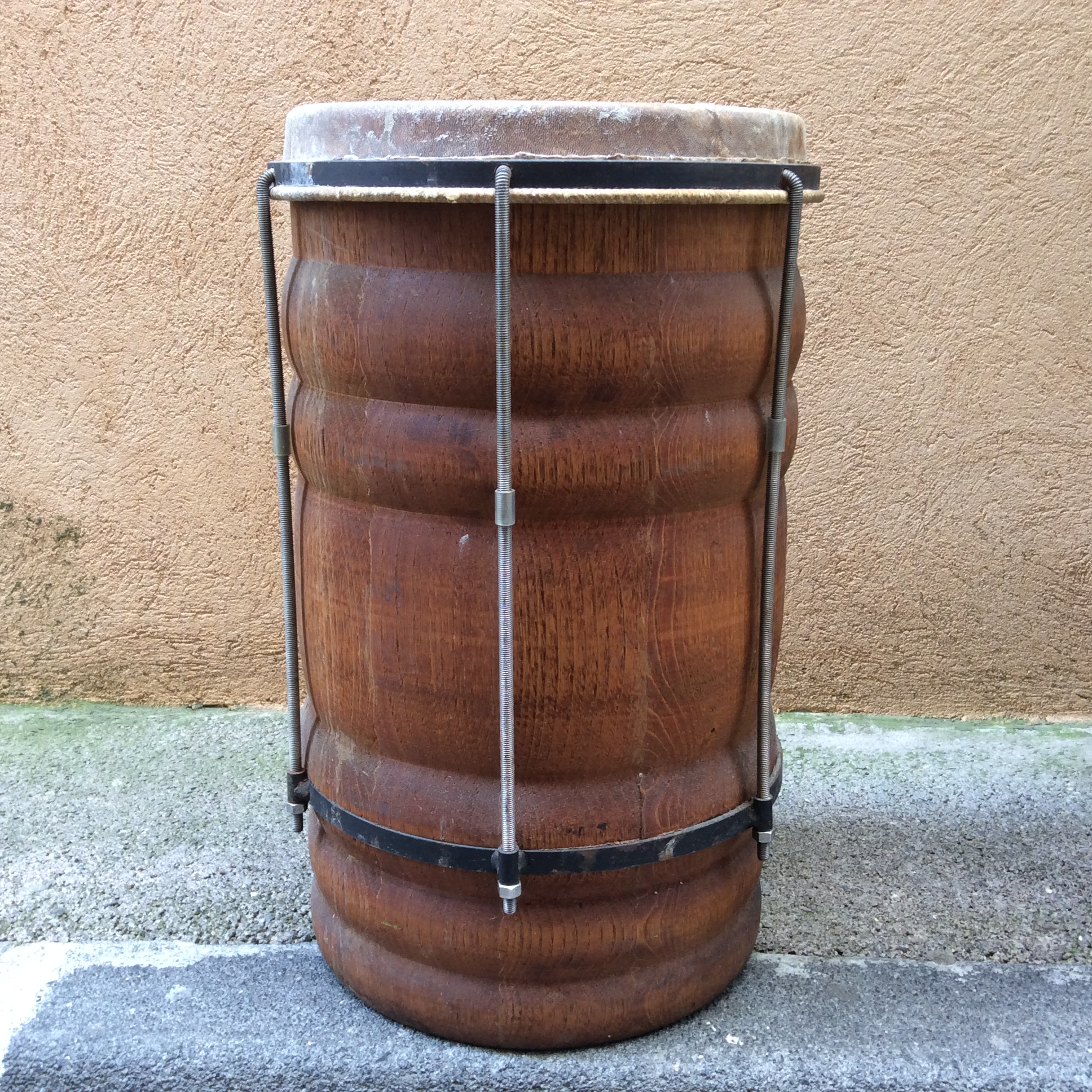
Le système de fixation à base de tiges filetées, de cerclages et d'écrou

## Jeu
On le martèle avec ses mains (parfois avec un bâton) au rythme du cœur, en signe de cadence symbolique.
Le nyabinghi est utilisé rituellement lors du shabbat, jour de repos pour les Rastas pratiquants se déroulant du coucher du soleil le vendredi jusqu'au coucher du soleil le samedi soir. Seul un rasta peut le jouer.

## Discographie sélective
Il existe quelques enregistrements de musique nyabinghi, qu'ils soient traditionnels (effectués lors de groundation, ou bien en accompagnement de musique reggae.
On pourra citer des artistes comme Count Ossie et les Mystic Revelation of Rastafari, The Congos, Ras Michael et les Sons of Negus...
- 1973 - Count Ossie and The Mystic Revelation of Rastafari - Grounation
- 1975 - Count Ossie and The Mystic Revelation of Rastafari - Tales of Mozambic
- 1980 - Cedric Brooks & The Mystic Revelation of Rastafari - One Truth
- 2001 - Mystic Revelation of Rastafari - Bongo Man a Come (album live)
- 2006 - Mystic Revelation of Rastafari - Inward I
- 2007 - Mystic Revelation of Rastafari - Carried Beyond (live in Paris double CD)
- Churchical Chants of Nyabinghi : Poli-Rythm Ltd, 1997.
- The Congos, “ Heart of the Congos ”, Blood and Fire, 1996.
- From Kongo to Zion : three musical tradition for Jamaica, Heartbeat Records n°17.
- Mystic Revelation of Rastafari, “ Grounation ”, Volume I et II, Dynamic Sound, 1990.
- Ras Michael and the Sons of Negus, “ Nyabinghi ”, 1974.
- Rastafari Elders, Ras Records, 1991

### Pages connexes
- Mouvement rastafari
- Nyahbinghi (ordre)
- Groundation (cérémonie)